# Плиско Катерина Миколаївна
Катерина Миколаївна Плиско (6 грудня 1924, с. Старий Люботин Харківської обл. — 27 жовтня 2020, м. Харків) — доктор педагогічних наук, професор кафедри української мови в Харківському національному педагогічному університеті імені Григорія Сковороди.

## Життєпис
У 1941 році Катерина Миколаївна закінчила Люботинську школу;
Протягом 1943⁣ — ⁣1946 рр. — навчалася в Харківському учительському інституті;
У 1954 р. —  здобула освіту в  Харківському педагогічному інституті ім. Г. С. Сковороди і вступила до аспірантури;
У період із 1958 по 1984 рр. — викладала українську мову в Луганському педагогічному інституті;
1984⁣ — ⁣2010 рр. — професор кафедри української мови Харківського національного педагогічного університету імені Г. С. Сковороди.

## Наукова діяльність
К. М. Плиско  пропрацювала близько тридцяти років в ХНПУ імені Григорія Сковороди на кафедрі української мови.
Член спеціалізованої вченої ради із захисту докторських і кандидатських дисертацій із педагогіки при ХНПУ імені Григорія Сковороди.
Під керівництвом професора К. М. Плиско захищено 2 кандидатські дисертації.
Автор понад 100 наукових і навчально-методичних праць, серед яких — монографії, шкільні підручники, методичні вказівки вчителям до підручників з української мови.

### Найбільш відомі роботи
- «Принципи, методи і форми навчання української мови. Теоретичний аспект»;
- «Організація навчання синтаксису в середній школі. Посібник для вчителя»;
- «Синтаксис української мови із системою орієнтирів для самостійного вивчення»;
- «Викладання синтаксису української мови»;
- «Синтаксис української мови в опорних конспектах, таблицях і завданнях»;
- Шкільні підручники з української мови для 4, 5, 6, 7 класів (у співавторстві);
- Методичні вказівки до цих підручників;
- «Лінгводидактичні засади організації навчання української мови в загальноосвітній школі», монографія.

## Нагороди
- знак «Відмінник народної освіти УРСР»;
- медаль «Ветеран праці».